# 吉田恭大
𠮷田恭大（よしだ やすひろ、1989年 - ）は、日本の歌人、舞台製作者。

## 経歴
1989年、鳥取県鳥取市生まれ。中学生のとき作歌をはじめる。鳥取県立鳥取西高等学校1年生のとき、小学校以来の友人の水原涼らと同人誌を立ち上げる。2006年、 塔短歌会に入会。早稲田大学文学部在学中は、早稲田短歌会、劇団森に所属。2012年、「アムリタ」にドラマトゥルクとして加入。2017年より「北赤羽歌会」を運営。
2019年、第一歌集『光と私語』を刊行。同年より、一箱書店・ウェブサイト「うたとポルスカ」を睦月都と運営。2020年、日本海テレビ「いっちゃん歌会」選者。

## 著作
- 『光と私語』、2019年3月31日、いぬのせなか座